# Lev Zachar
Lev Zachar (Pozsony, 1946. május 3. – 1994. március 18.) szlovák régész.

## Élete
Apja Karol L. Zachar színész és rendező. Pozsonyban járt művészeti középiskolába. 1964-1969 között a Comenius Egyetemen tanult. 1990-től a Szlovák Nemzeti Múzeum Régészeti Múzeumának igazgatóhelyettese.
Elsősorban a keltákkal és a pozsonyi oppidum kérdésével foglalkozott. Ásatott többek között az Erdőháti-alföldön: Jókúton, Sasváron, Szentistvánkúton, illetve Detrekőváralján és Pozsonyban. Számos kiállítás és kiadvány grafikai és szakmai tervezője.

## Művei
- 1974 Datovanie pošiev keltských mečov z Drne a Košíc. Zborník SNM – História 24.
- 1975 Kultový objekt a hroby z doby laténskej v Palárikove. Slovenská archeológia 23, 283-332. (tsz. Jozef Paulík)
- 1976 Neskorolaténske sídlisko pri Kútoch. Zborník Slovenského národného múzea 70 – História 16, 31–53.
- 1980 Pokračovanie záchranného výskumu v Bratislave-Vajnoroch. AVANS 1979, 198. (tsz. Etela Studeníková)
- 1985 Prérijní a pralesní Indiáni. Bratislava (tsz. M. Zelený)
- 1987 Keltské umenie na Slovensku
- 1987 Príspevok k stredovekému osídleniu v Palárikove. Zborník SNM – História 27, 95-115. (tsz. Beata Egyházy-Jurovská)
- 1988 Beitrag zur Problematik des spätlatènzeitlichen Siedlungshorizontes innerhalb des Bratislavaer Oppidums. Zborník SNM – História 28.
- 1993 Najstaršie dejiny Bratislavy. Bratislava (tsz.)
- 2010 Laténske objekty 3/78 a 7/78 zo Senca-Svätého Martina. In: Archeológia barbarov 2009 – Hospodárstvo Germánov. Nitra (tsz. Radoslav Čambal – Vladimír Mináč)